# Septembre 1976

## Évènements
- Thaïlande : le retour de l’ancien Premier ministre Thanom Kittikachorn, qui était en exil à Singapour, provoque à Bangkok des luttes sanglantes entre étudiants de gauche et partisans de Thanom, favorables à la droite.

- 1er septembre : Aparicio Méndez, président de l'Uruguay (fin en 1981). Le régime tente de s’institutionnaliser. Méndez interdit à 15 000 dirigeants des partis traditionnels toute activité politique pour une durée de 15 ans. L’objectif et de favoriser l’émergence d’une nouvelle classe politique que le régime autoritaire escomptait coopter. Curieusement les militaires ne font aucun effort pour rallier des partisans et constituer un parti.

- 9 septembre : mort de Mao Zedong, qui laisse une situation politique et économique difficile. La situation se renverse en Chine.

- 12 septembre (Formule 1) : Grand Prix automobile d'Italie.

- 15 septembre, France : création d'un impôt de solidarité contre la sécheresse à la suite de la sécheresse de 1976 en Europe.

- 17 septembre (Zaïre)[1] : Rétrocession à leurs propriétaires des entreprises et biens étrangers « zaïrianisés ».

- 20 septembre[2] : fondation de la Communauté économique des Pays des Grands Lacs regroupant les anciennes colonies belges (Zaïre, Rwanda, et Burundi), héritière d’un pacte de sécurité mutuelle signé dix ans plus tôt, qui montrera son inefficacité lors des crises qui secoueront la région à partir de 1994.

- 22 septembre, France : Raymond Barre lance le premier plan Barre de lutte contre l’inflation. Sa politique est qualifiée de monétariste. Il institue le gel des prix jusqu’à la fin de l’année (les étiquettes valsent début 1977), la réduction de deux points de la TVA en contrepartie d’un calendrier de négociation contractuelle sur les salaires, la libération des prix industriel et la « vérité des prix » dans la tarification des services publics qui ralentissent les anticipations à la hausse.

- 29 septembre[3] : la monnaie nationale chilienne, l’escudo devient le peso, et les taux de change sont constamment ajustés en fonction de l’inflation. Mesures de désarmement tarifaire. Limitation des transferts vers les entreprises publiques. Au total, 492 des 507 entreprises publiques seront vendues à bas prix. Le Pays connaît une croissance moyenne exceptionnelle de 6,9 % par an entre 1976 et 1981.

## Naissances
- 3 septembre : Farida Amrani, femme politique française.
- 6 septembre : Aurélien Lechevallier, diplomate français, ancien ambassadeur auprès des républiques d'Afrique du Sud, du Lesotho, et du Malawi.
- 9 septembre : Emma de Caunes, actrice française.
- 14 septembre :
  - Jean-François Bert, sociologue et historien français.
  - Agustín Calleri, joueur de tennis argentin.
  - Simon Collins, musicien multi-instrumentiste et chanteur britannique.
  - Mirko Giansanti, pilote italien de motoGP.
  - Dirk Heidolf, pilote de moto allemand.
  - Narcisa Lecușanu, ancienne handballeuse internationale roumaine.
  - Lionel Nallet, joueur de rugby à XV français.
  - Roman Shchurenko, athlète ukrainien spécialiste du saut en longueur.
  - Jan Strugnell, biologiste australienne.
- 17 septembre : Osvalde Lewat, auteure, réalisatrice et photographe franco-camerounaise.
- 22 septembre : Ronaldo, footballeur brésilien.
- 23 septembre : Eric Antoine, magicien et humoriste français.
- 25 septembre : Chauncey Billups, basketteur américain.
- 27 septembre : 
  - Aurélie Konaté, actrice et chanteuse française.
  - Francesco Totti, footballeur italien.
- 28 septembre : Fedor Emelianenko, combattant de combat libre, MMA, Sambo.
- 29 septembre : Andriy Chevtchenko, footballeur ukrainien.

## Décès
- 9 septembre : Mao Tsé Toung en Chine.
- 10 septembre :
  - Blackie Carter, joueur de baseball américain (° 30 septembre 1902).
  - Dalton Trumbo, scénariste et réalisateur américain.
- 25 septembre : Émile Simon, peintre français (° 28 février 1890).